# آرا مالیکیان
آرا مالیکیان (ارمنی غربی: Արա Մալիքեան؛ زادهٔ ۱۴ سپتامبر ۱۹۶۸ در بیروت، لبنان) یک نوازنده ویولن نوازنده ویولون ارمنی‌تبار اهل اسپانیا است. او همچنین دارای ملیت اسپانیایی است

## زندگی‌نامه
آرا مالیکیان تحصیل ویولن را از سنین پایین نزد پدرش آغاز کرد. او اولین کنسرت خود را در سن ۱۲ سالگی برگزار کرد و در ۱۴ سالگی برای تحصیل در دانشگاه موسیقی، نمایش و رسانه هانوفر در هانوفر آلمان دعوت شد. او در ۱۵ سالگی جوانترین دانش آموزی بود که در این مدرسه پذیرفته شد. بعداً تحصیلات خود را در مدرسه موسیقی و درام گیلدهال لندن ادامه داد و همزمان از اساتید روجیرو ریچی، ایوری گیتلیس، هرمان کربرز و اعضای گروه کوارتت آلبان برگ درس گرفت.
او به موسیقی‌های فرهنگ‌های دیگر مانند فرهنگ‌های خاورمیانه (عربی و یهودی)، اروپای مرکزی (کولی و کلزمر)، آرژانتین (تانگو) و اسپانیا (فلامنکو) علاقه نشان داده و با نوارنده‌هایی از سرتاسر جهان همکاری می‌کند.
دایره قطعاتی که مورد توجه مالیکیان قرار گرفته بسیار وسیع است، از رپرتوار وسیعی که شامل اکثر قطعات مهم نوشته شده برای ویولن است (کنسرتو با ارکستر، سونات و قطعاتی با پیانو و موسیقی مجلسی) گرفته تا قطعاتی از آهنگسازان مدرن مانند فرانکو داناتونی، مالکوم لیپکین، لوسیانو شایلی، لادیسلاو کوپکوویچ، لوریس چکناوریان، لارنس رومن و یرواند یرناکیان. مالیکیان همچنین رسیتال‌هایی را برای ویولن سولو با برنامه‌هایی که شامل چرخه‌های کامل «۲۴ کاپریس» پاگانینی، «۶ سونات» از یوژن یسائه و «سونات‌ها و پارتیت‌ها» از سباستیان باخ می‌شود، می‌نوازد.
او در مسابقات متعددی شناخته شده‌است که از جمله آنها می‌توان به جوایز اول مسابقات بین‌المللی «فلیکس مندلسون» (۱۹۸۷، برلین، آلمان) و «پابلو ساراساته» (۱۹۹۵، پامپلونا، اسپانیا) و جوایز دیگری مانند جوایز مسابقات «نیکولو پاگانینی» (جنوا، ایتالیا)، «زینو فرانچسکتی» (مارسی، فرانسه)، «رودولفو لیپیزر» (گوریزیا، ایتالیا)، «جونس موزیکالس» (بلگراد، یوگسلاوی)، «رامو» (لمانز، فرانسیا)، «انجمن بین‌المللی هنرمندان» (نیویورک، ایالات متحده آمریکا)، و «مسابقه بین‌المللی موسیقی ژاپن» اشاره کرد. او در سال ۱۹۹۳ «جایزه ایثار و دستاورد هنری» را از وزارت فرهنگ آلمان دریافت کرد.
او در بیش از ۴۰ کشور نوازندگی کرده‌است: ایالات متحده آمریکا نیویورک (کارنگی هال)؛ پاریس، فرانسه (Salle Pleyel); Viene، ایتالیا (Musikverein); تورنتو، کانادا (مرکز فورد)؛ مادرید، اسپانیا (Auditorio Nacional و Teatro Real)؛ ونیز، ایتالیا؛ لس آنجلس، ایالات متحده آمریکا؛ تایپه، تایوان؛ هنگ کنگ، چین؛ کوالالامپور، مالزی؛ کوبا؛ بارسلونا و بیلبائو، اسپانیا؛ و ….
او همچنین در جشنواره‌های آسپن، کلرادو آمریکا کولمار و پرادس، فرانسه؛ شلسویگ هلشتاین و براونشوایگ، آلمان؛ سن سباستین و سگویا، اسپانیا؛ برگن، نروژ؛ فردن و متلاخ، آلمان؛ پراگ، جمهوری چک، کلمبیا و برزیل شرکت کرده‌است.
مالیکیان به عنوان تکنواز توسط ارکسترهای زیر دعوت شده‌است: ارکستر سمفونیک توکیو، ارکستر سمفونیک بامبرگ، ارکستر مجلسی زوریخ، ارکستر مجلسی لندن، ارکستر مجلسی ژنو، Orquesta Sinfónica de Madrid , Sinfónica de Portugal (PT Mosgen, Tübin Orchestra of Chamber) Virtuosi، بلگراد فیلارمونیک، ارکستر مجلسی تولوز، ارمنستان ارکستر فیلارمونیک و جامعه ارکستر مادرید، تحت هدایت کارگردانانی مهم به عنوان Mariss JANSONS، پیتر MAAG، خسوس لوپز-Cobos، ولادیمیر Spivakov، میگل آنخل گومز مارتینز، لوئیس آنتونیو گارسیا ناوارو، واسیلی سینایسکی، ادموند دی استوتز، گودنی امیلسون، خوان خوزه منا و جوآن فالتا.
آرا در مادرید زندگی می‌کند، جایی که در برای اجرای قطعه Le Boeuf sur le Toit اثر D. Milhaud، در نسخه ای که برای ویولن و ارکستر، به سرپرستی Gómez Martínez تنظیم شده بود، استاد کنسرت Orquesta Sinfónica de Madrid (ارکستر مقیم اپرای سلطنتی مادرید) بود. همچنین در «کنسرتو برای ویولن و ارکستر در مینور» آرام خاچاتوریان به رهبری ژسوس لوپز کوبوس نیز کنسرت مایستری را بر عهده داشت.
او از سال ۱۹۹۵ به صورت دو نفره با پیانیست سروج کراجیان ارمنی الاصل، نوازندگی کرده‌است که با او چرخه کامل سونات‌های رابرت شومان (هانسلر) و آلبوم «مینیاتورها» (مالکرافون)، و گلچین نفیسی از موسیقی ویولن و پیانو نوشته آهنگسازان ارمنی را ضبط کرده‌است. او همچنین دیسک‌های متعددی را برای شرکت‌های ضبط موسیقی مانند BMG, Auvidis, Trittico Classics و Elite Music ضبط کرده، از جمله " چهار فصل " ویوالدی که بیش از ۸۰۰۰۰ نسخه از آن به نفع یونیسف فروخته شده‌است.
آرا مالیکیان با خوزه لوئیس مونتون همکاری نزدیکی دارد، و با فیروز خواننده لبنانی، خواکین کورتس و بلن مایا رقصندگان فلامنکو، گروه نوئوو تانگو و هوراسیو ایکاستو پیانیست جاز کار کرده‌است. آرا در زمینه موسیقی فیلم هم فعالیت‌هایی داشته‌است، از جمله همکاری با آلبرتو ایگلسیاس برای ساخت موسیقی متن فیلم Hable Con Ella، فیلمی از آلمودوار، یا پاسکال گینگه در Otro Barrio از سالوادور گارسیا روئیز.
آرا مالیکیان آلبوم‌های Manantial و De la felicidad را با همراهی خوزه لوئیس مونتون گیتاریست فلامنکو منتشر کرده‌است. این سی دی توسط آکادمی موسیقی اسپانیا برای بهترین سی دی موسیقی جدید سال نامزد شد. او همچنین با وارنر مالیکیان یک سی دی دوگانه را با برخی از مهم‌ترین آثار پاگانینی ضبط کرده‌است، از جمله آلبوم "24 Caprices for Violin Solo" وی همچنین آلبومی با چند آهنگ از ساراسات با همراهی سروج کرادجیان پیانیست ارمنی، "شش سونات" برای ویولن توسط Ysaÿe و "Sonatas and Partitas" از JS Bach نیز ضبط کرد.
آرا مالکیان دو بار نامزد بهترین اجرای کلاسیک در جوایز موسیقی ۲۰۰۷ در اسپانیا شد که توسط آکادمی اسپانیا برای ضبط آهنگ Poema Concertante توسط خاویر مونسالواتژ به همراه ارکستر سمفونیک کاستیا و لئون اعطا شد. و همچنین برای قطعه‌ای با Joan Valent, Suso Sáiz و Marc Blanes.

## دیسکوگرافی

### آلبوم‌ها
- 1995: Le quattro stagioni
- 1996: 750 Jahre Wölpinghausen
- ۱۹۹۶: مینیاتور
- ۱۹۹۷: تعظیم روی ریسمان
- ۱۹۹۹: ۵۰۰ انگیزه
- ۲۰۰۰: همه فصل‌ها برای متفاوت
- ۲۰۰۰: رابرت شومان
- 2002/2004: Manantial
- 2003: 24 Caprices برای ویولن سولو توسط پاگانینی
- 2003: Sarasate
- ۲۰۰۳: شش سونات برای ویولن سولو توسط Ysaÿe
- ۲۰۰۳: سونات و پارتیتا برای ویولن سولو توسط باخ
- 2004: El arte del violin
- ۲۰۰۴: چهار فصل اثر ویوالدی
- 2005: De la felicidad
- 2005: De los Cobos / Montsalvatge
- ۲۰۰۶: اشک‌های زیبایی
- ۲۰۰۷: ملاقات با یک دوست
- ۲۰۰۷: لژوس
- 2010: Conciertos románticos españoles de violin (Orquesta sinfónica de Castilla & Leon-Alejandro Posada & Ara Malikian)
- 2011: Con los ojos cerrados (آرا مالیکیان و فرناندو اگوزکوئه کوئینتتو)
- ۲۰۱۱: حال و هوای کریسمس
- 2013: Pizzicato
- ۲۰۱۵: ۱۵
- ۲۰۱۶: داستان باورنکردنی ویولن
- ۲۰۱۷: سمفونیک در لاس ونتاس (زنده)
- ۲۰۱۹: گاراژ سلطنتی

به عنوان هنرمند مهمان
- 2006: Insula poética En Son Brull
- 2008: La ley innata Extremoduro
- 2011: Material defectuoso Extremoduro
- 2011: Krasivuye glazha Huecco
- 2013: Para todos los públicos Extremoduro
- 2019: Ira Dei Mägo de Oz

### موسیقی متن
- 1999: Manolito Gafotas - به کارگردانی Miguel Albaladejo
- 2000: El otro barrio - به کارگردانی سالوادور گارسیا روئیز
- 2001: Los pasos perdidos - به کارگردانی Manane Rodríguez
- ۲۰۰۲: Hable con ella - به کارگردانی پدرو آلمودوار
- ۲۰۰۵: La mala educación - به کارگردانی پدرو آلمودوار
- 2006: Ecos - به کارگردانی Estefanía Muñiz
- 2010: Pájaros de papel - به کارگردانی Emilio Aragón
- 2016: J: Beyond Flamenco به کارگردانی کارلوس سائورا
- ۲۰۱۶: The Promise به کارگردانی تری جورج[۳]